# 小原日登美
小原日登美（日语：／ Obara Hitomi，1981年1月4日—2025年7月18日），旧姓坂本（日语：／ Sakamoto），日本女子摔跤运动员。她曾代表日本参加2012年夏季奥林匹克运动会摔跤比赛，获得女子自由式48公斤级金牌。小原日登美於2025年7月18日逝世，享年44歲，死因未公佈。